# Txokh
Txokh (en rus: Чох) és un poble del Daguestan, a Rússia, que en el cens del 2010 tenia 3.223 habitants. Pertany al districte rural de Gunib.